# 希爾斯凱 (利維夫州)
49°28′18″N 23°48′0″E / 49.47167°N 23.80000°E

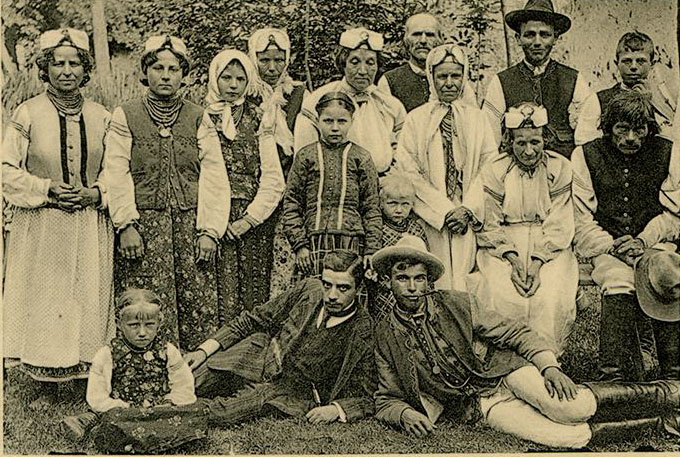

希爾斯凯（羅馬化：Hirske）是烏克蘭西部利維夫州斯特雷區米科拉伊夫市镇的村庄。始建於1492年，面積3.32平方公里，海拔高度261米，2001年人口3,074。